# Golf d'Alaska
El Golf d'Alaska és un braç corbat de l'oceà Pacífic a la costa sud d'Alaska. Es troba entre la península d'Alaska i l'illa Kodiak a l'oest, i l'arxipèlag d'Alexander a l'est, on es troba el Parc i Reserva Nacional Glacier Bay.
Meteorològicament, el golf és un continu generador de tempestes que es mouen cap al sud recorrent la costa de la Colúmbia Britànica, Washington, i Oregon. La majoria de les pluges estacionals del Nord-oest del Pacífic provenen del golf d'Alaska. El principal corrent d'aigua marina és el corrent d'Alaska. La badia de Lituya és l'indret on s'ha registrat el major tsunami en temps històrics.

## Geografia
A la riba del golf hi ha una barreja de boscos, muntanyes i glaceres. La costa és profundament accidentada, amb profundes entrades, com la badia de Cook, l'estret del Príncep Guillem, la badia de Yakutat i el Cross Sound.
Tota la costa del golf d'Alaska es caracteritza per un grau de fragmentació particularment alt. Algunes de les glaceres més grans del continent finalitzen el seu flux a les costes del Golf d'Alaska, entre ells les glaceres Malaspina i Bering. Les illes estan dividides en dos arxipèlags, al nord Kodaik i al sud-est l'arxipèlag Alexander.
La costa és força costeruda i la plana costanera relativament estreta. Les altes muntanyes volcàniques Mont Logan (6.050 m) i el Mont Saint Elias (5.490 m) s'eleven en molts llocs gairebé verticalment des de l'oceà.

## Meteorologia
El Golf és un gran generador de tempestes. A més d’abocar grans quantitats de neu i gel al sud d’Alaska, donant lloc a algunes de les concentracions més grans al sud del cercle polar àrtic, moltes de les tempestes es desplacen cap al sud al llarg de les costes de la Columbia Britànica, Washington, Oregon i al sud fins al sud Califòrnia (principalment durant els esdeveniments d'El Niño). Gran part de les precipitacions i nevades estacionals al Pacífic nord-oest i sud-oest dels Estats Units provenen del golf d’Alaska.

## Ecologia
El Golf d'Alaska es considera de classe I, ecosistema altament productiu (més de 300 grams de carboni per metre quadrat a l'any).
S'hi poden trobar molts coralls d'aigües profundes. La Primnoa pacifica ha contribuït a etiquetar la zona com a hàbitat d'especial preocupació. El P. pacifica és un corall d'aigües profundes que al golf d'Alaska es troba entre 150 i 900 metres de profunditat.

## Delimitació de la IHO
La màxima autoritat internacional en matèria de delimitació de mars a efectes de navegació marítima, l'Organització Hidrogràfica Internacional («International Hydrographic Organization», IHO), considera el golf d'Alaska com un mar. En la seva publicació «Limits of oceans and seas» (3a edició de 1953), li assigna el número d'identificació 58 i el defineix de la forma sigüent:
| «                                     | Al nord. La costa d'Alaska. Al sud. Una línia traçada des del cap de Spencer, el límit nord de [les Aigües costaneres del sud-est d'Alaska i la Colúmbia Britànica, a punta Kabuch, el límit sud-est [del mar de Bering], de tal manera que totes les illes adjacents estan incloses al golf d'Alaska. | » |
| — Limits of oceans and seas, pàg. 34. | |   |

## Illes
- Admiralty Island
- Afognak Island
- Aghiyuk Island
- Aiaktalik Island
- Akun Island
- Akutan Island
- Aleutika Island
- Amaknak Island
- Adronica Island
- Annette Island
- Anyaka Island
- Ariadne Island
- Augustine Island
- Avatanak Island
- Baker Island
- Ban Island
- Baranof Island
- Beautiful Isle
- Bell Island
- Benjamin Island
- Biorka Island
- Bligh Island
- Chat Island
- Chenega Island
- Chichagof Island
- Chisik Island
- Chiswell Island(s)
- Chowiet Island
- Coronation Island
- Cronin Island
- Culross Island
- Dall Island
- Deer Island
- Doggie Island
- Dolgoi Island
- Douglas Island
- Duke Island
- East Chugach Island
- Egg Island
- Egg Island(s)
- Eldred Rock
- Eleanor Island
- Elizabeth Island
- Erlington Island
- Esther Island
- Etolin Island
- Fish Island
- Fitzgerald Island
- Forrester Island
- Goloi Island
- Granite Island
- Gravina Island
- Green Island
- Gregson Island
- Gull Island
- Haenke Island
- Harbor Island
- Hawkins Island
- Heceta Island
- Herring Island(s)
- Hesketh Island
- Hinchinbrook Island
- Kalgin Island
- Kanak Island
- Karpa Island
- Kataguni Island
- Kayak Island
- Khantaak Island
- Knight Island
- Kodiak Island
- Korovin Island
- Kosciusko Island
- Kriwoi Island
- Kruzof Island
- Kuiu Island
- Kupreanof Island
- Latouche Island
- Lemesurier Island
- Lincoln Island
- Lone Island
- Long Island
- Lulu Island
- Lynn Brothers
- Ma Relle Island(s)
- Mab Island
- Marmot Island
- Mitkof Island
- Montague Island
- Nakchamik Island
- Naked Island
- Near Island
- Noyes Island
- Nuka Island
- Osier Island
- Otmeloi Island
- Outer Island
- Partofshikof Island
- Pearl Island
- Perry Island
- Pleasant Island
- Popof Island
- Powder Island
- Prince of Wales Island
- Rabbit Island
- Ragged Island
- Rugged Island
- Raspberry Island
- Revillagigedo Island
- Rootok Island
- San Fernando Island
- San Juan Island
- Sebree Island
- Sentinel Island
- Shelter Island
- Shikosi Island
- Shuyak Island
- Sinith Island(s)
- Sitkalidak Island
- Sitkinak Island
- Spruce Island
- Strawberry Island
- Suemez Island
- Sullivan Island
- Sutwik Island
- Talsani Island
- Tanker Island
- Tigalda Island
- Tugidak Island
- Twoheaded Island
- Uganik Island
- Unalaska Island
- Unalga Island
- Unavikshak Island
- Unga Island
- Warren Island
- Whale Island
- Wingham Island
- Wooded Island(s)
- Woronkofski Island
- Wrangell Island
- Yakobi Island
- Yukon Island
- Zarembo Island

## Ecologia i química del mar
Una branca del Corrent de Kuroshio se separa cap a l'est i flueix cap a les aigües del Golf d'Alaska com el Corrent d'Alaska. El curs va des del sud cap a les costes nord i oest de l'estat d'Alaska en sentit antihorari. Gràcies a aquest corrent, les aigües de la badia són una mica més càlides en comparació amb zones de latituds similars, per la qual cosa la temperatura mitjana de l'aigua arrossegada per aquest corrent és d'uns 4 °C, mentre que la salinitat és de mitjana d'uns 32,6‰ (al sector pròxim a la superfície). Té la velocitat més alta durant l'hivern quan arriba a 0,3 m/seg, mentre que la intensitat més feble es produeix a la part destiu de lany, quan els forts vents sovint canvien de direcció.
Tot i que les aigües del Golf d'Alaska estan relativament netes i lliures de contaminants importants, el panorama ecològic de la badia no és ideal. Els contaminants més grans són les plantes industrials al llarg de la costa, però també la intensa activitat comercial a les aigües de la badia. El desastre mediambiental més important va passar el 1989 al port de Valdez, quan prop de 50 milions de litres de cru es van abocar al mar des del petrolier Exxon Valdez, que va contaminar més de 2500 quilòmetres de costa. També va ser el desastre petrolier més gran en la història dels Estats Units. Un gran problema és l'abocament incontrolat d'aigües residuals de les plantes industrials al llarg de la costa.

## Fauna i flora

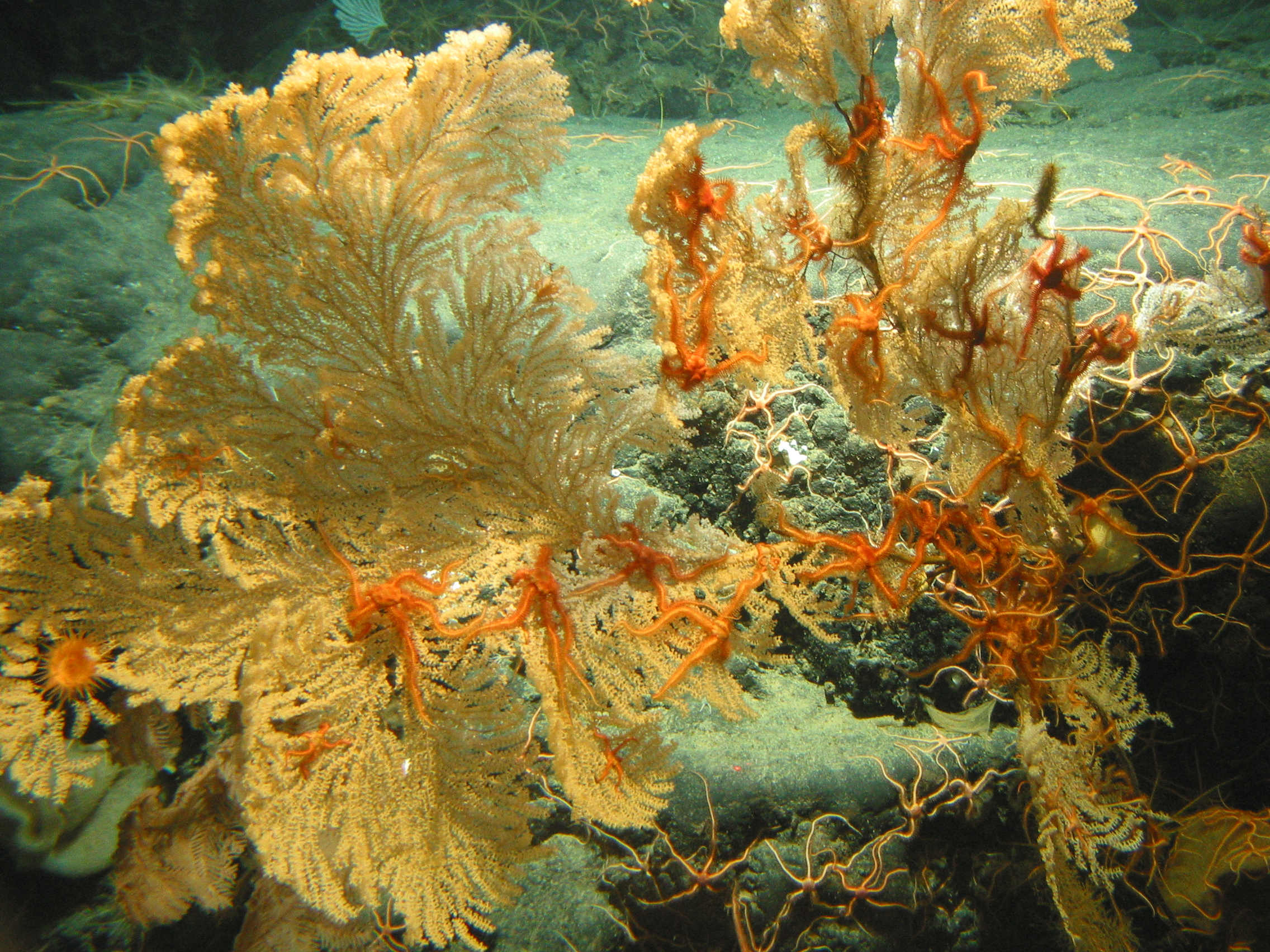
Corals a la carena submarina de Dickens davant de la badia d'Alaska.

A causa de les condicions climàtiques i de la relativa neteja de l'aigua, l'ecosistema del Golf és molt ric i variat. L'ecosistema marí del Golf s'allunya dels ecosistemes altament productius de la classe prajm amb un màxim de 300 grams de carboni per metre quadrat a l'any. La badia acull una de les concentracions de plàncton més grans de la Terra.
Al fons marí de la badia hi viuen nombroses espècies de corall, la més famosa de les quals és Primnoa pacifica que, encara que viu majoritàriament a profunditats entre 150 i 900 metres, habita als fiords del voltant de la ciutat de Juneau a profunditats de només 30 metres.
Peixos i marisc constitueixen l'ecosistema més nombrós de la badia, i les més esteses són les espècies diàdromes que habiten tant en aigua dolça com salada. Entre ells destaquen diversos tipus de salmó salmó de l'Atlàntic, seguits del bacallà, el verat i la plana del Pacífic. Dels crancs, els més nombrosos són el crabe real, Chionoecetes i les gambetes.
La pesca industrial és una activitat econòmica important a la badia. Així és el 1990. Es van capturar unes 650.000 tones de peix i els anys següents es van capturar quantitats similars. La caça incontrolada ha portat moltes de les espècies a la vora de l'extinció.
Des de la península d'Alaska fins a l'illa Unimak, s'estén l'ecosistema de muntanya taigà (fins a una altura d'uns 1200 metres). Els vessants estan coberts d'una raquítica vegetació llenyosa dominada per Empetrum nigrum, Salix arctica (salze àrtic) i Dryas octopetala. A les parts més baixes i una mica més protegides creixen diverses espècies de salze, vern Sitka (Alnus viridis sinuata), mentre que a les zones baixes de plana al·luvial àlber (Populus balsamifera).